# Pristimantis ramagii
Pristimantis ramagii es una especie de anfibio anuro de la familia Craugastoridae.

## Distribución
Esta especie es endémica de Brasil. Habita en la costa de los estados de Pernambuco, Paraíba, Alagoas, Sergipe y Bahía hasta los 800 m de altitud.

## Etimología
Esta especie lleva el nombre en honor a George Albert Ramage (1858–1937).

## Publicación original
- Boulenger, 1888 : On some reptiles and batrachians from Iguarasse, Pernambuco. Annals and Magazine of Natural History, sér. 6, vol. 2, p. 40-43[5]